# No Cut News
NoCut News是由韩国基督教广播（韓語：기독교방송）运营的日报。

## 历史
自2003年11月以来，他们与超过30间媒体机构合作，并共享新闻稿和图片。 在2006年3月，他们开始在北美发行《NoCut News》以与《基督教时报》竞争。 